# Mu Cephei

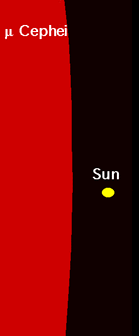
Mu Cephei comparada com o Sol.

Mu Cephei (μ Cep, μ Cephei) também conhecida como Herschel's Garnet Star é uma estrela supergigante vermelha localizada na constelação de Cepheus. É uma das maiores e mais luminosas estrelas conhecidas na Via Láctea. Tem uma classificação espectral de M2 Ia. Desde 1943, o espectro desta estrela tem servido como base pela qual outras estrelas são classificadas. A cor de Mu Cephei foi notada por William Herschel, que a descreveu como "uma cor vermelha e profunda".